# Pentium
Pentium er en femte-generations x86-arkitektur mikroprocessor fra Intel. Det var efterfølgeren til 486 produktlinjen, og blev sendt på markedet 22. marts 1993.